# Elatostema erectum
Elatostema erectum es una especie de planta del género Elatostema, perteneciente a la familia Urticaceae.

## Taxonomía
Elatostema erectum fue descrita por H. Schroet. en 1935.

## Distribución
Se encuentra en el territorio de Borneo.